# 旃陀羅
旃荼羅（或cāṇḍālá，拉丁文一般转写形式 Chandala），舊譯為旃陀羅，印度族群之一，在印度教種姓制度中，被認為是最低種姓，被認為是不可接觸的賤民。主要工作是處理人類及動物屍體，擔任劊子手或屠夫。
在印度，使用印度-雅利安语支的族群，都以旃荼羅這個名稱來稱呼賤民階級。在北印度，旃荼羅被等同於第五種種姓，是最低階級。在马哈拉施特拉邦、北方邦、比哈尔邦等地，仍有稱為旃荼羅的族群。

## 歷史記載
在佛教記載中，旃荼羅意為“惡人”，世稱為煮狗者，是不列入瓦爾那制度內的賤民之一。
東晉高僧法显曾經遊歷天竺，其遊記《佛国记》中記載：“旃荼羅，名為惡人，與人別居，若入城市，則擊木以自異，人則識而避之，不相搪揬。”，旃荼羅只能居住村外，走在路上，贱民要佩带特殊的标记，口中要不断发出特殊的声音，或敲击某种器物，以提示高级种姓的人及时躲避。